# Buntentorsteinweg

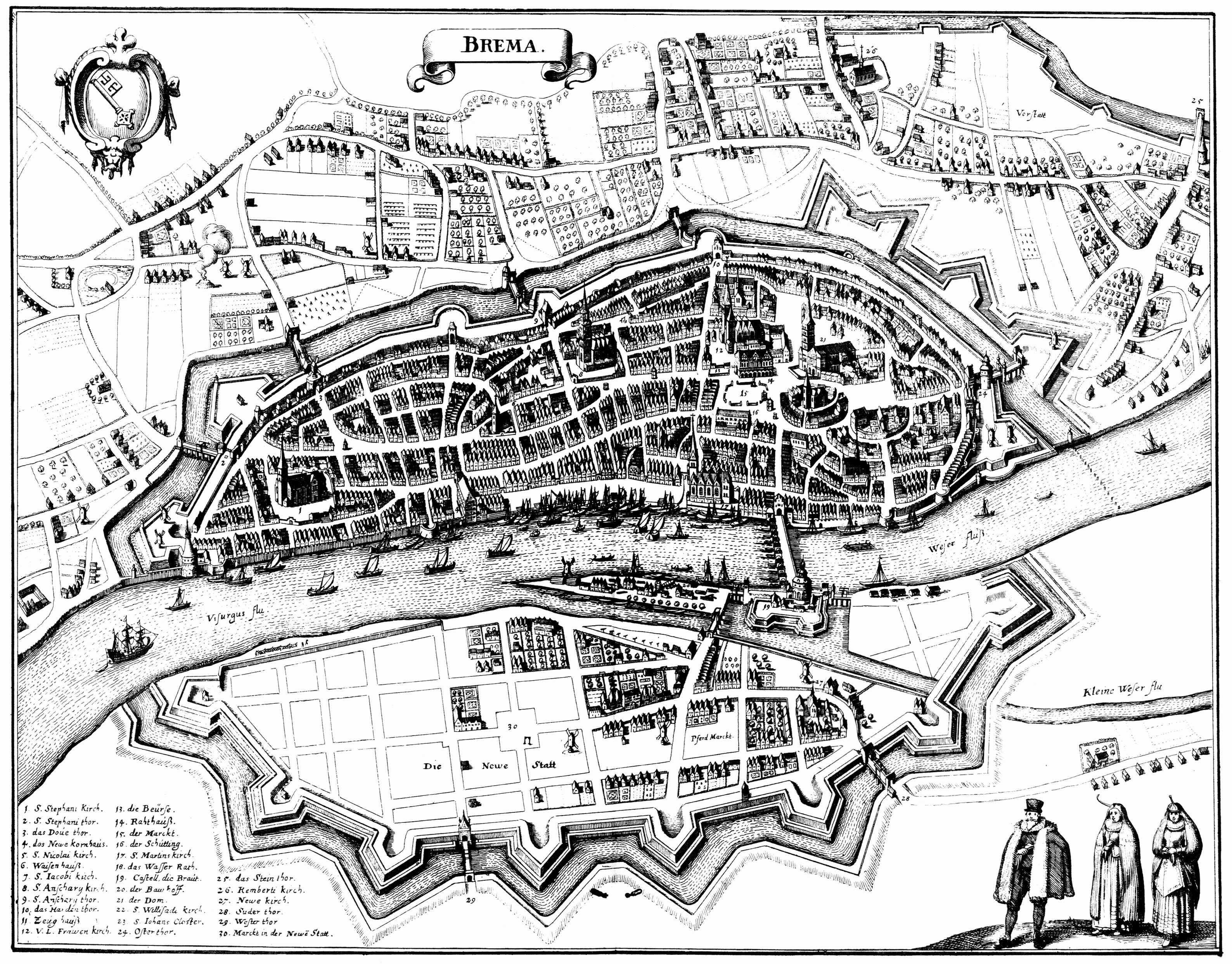
Merianplan von 1641: Südlich der Weser die Bremer-Neustadt, rechts das Südertor bzw. Bunte Tor, heute Buntentorsteinweg Ecke Osterstraße

Der Buntentorsteinweg ist eine historische Straße in Ost-West-Richtung im Bremer Stadtteil Neustadt, Ortsteil Buntentor. Er führt von der Friedrich-Ebert-Straße/Leibnizplatz bis zur Kornstraße und zum Ortsteil Huckelriede. Der Ortsteil Buntentor wird durch die drei Parallelstraßen Buntentorsteinweg, Kornstraße und Gastfeldstraße erschlossen.
Der Buntentorsteinweg verläuft parallel zur Kleinen Weser. Er gliedert sich in die zwei großen Teilstrecken von der westlichen Friedrich-Ebert-Straße bis zum Kirchweg / Buntentorsdeichschart und von dort bis zur Kornstraße und Huckelriede.
Querstraßen befinden sich fast nur an der Südseite. Die Querstraßen wurden u. a. benannt nach Philosophen, Dichtern, Feldherren, Schlachtenorten, Bauunternehmern (Meyer, Willig, Hoffmann), Grundstückseignern (Dunkak), Ereignissen (Bruchstraße), Orten sowie Flurbezeichnungen (Lehnstedt = Lehnstätt). Siehe auch bei den verlinkten Namen.
Der Buntentorsteinweg ist in Bremen die Straße mit den zweithöchsten Hausnummern (bis Nr. 594).

## Geschichte

### Name
Die Straße wurde benannt nach dem Buntentor von um 1620 in der Bremer Stadtbefestigung. Das  schmucklose Tor hieß zunächst Südertor und die Neustadt damals noch  Süderort. Die Brücke über den Wallgraben war bunt, und so übertrug sich am Ende des 17. Jahrhunderts der Name Bunte Brücke auch auf das Tor. In der Mitte des 18. Jahrhunderts entstand ein Tor mit einem Dreiecksgiebel mit dem Bremer Wappen.

### Entwicklung
Bereits 1390 wurde ein Weg als Helmigesdam an dieser Stelle erwähnt, der von Bremen nach Osten führte, u. a. nach Huckelriede, Habenhausen (Hoobenhusen) Arsten und Kattenturm in das Obervieland (vi’lande) als Beginn eines alten Heerweges.

1563/64 erfolgte der Ausbau des Erddammes als Steinstraße als einer der ersten steinernen Straßen um Bremen. Von 1620 bis 1861 stand das Stadttor.

In der Neustadt gab es bei dem Ausbau der Bremer Stadtbefestigung auf der linken Weserseite um 1620 nur zwei Durchlässe durch den Wall, das Hohentor und das Buntentor. In den Karten von Schilling wurde die Straße 1772 noch als Am Steinwege bezeichnet.
1819 wurde neben dem Tor wie beim Hohentor ein Wach- und ein Akzisehaus gebaut. Der Ortsteil Buntentor und der Buntentorsteinweg erhielten so ihren heutigen Namen. Das Tor wurde 1861 abgerissen, die Wachhäuser 1944 wurden durch Bomben zerstört.
Das westliche Ende der Straße lag ursprünglich an der Ecke Osterstraße / Neustadtscontrescarpe. Westlich davon befand sich noch um 1910 ein Gewässer, ein Rest des ehemaligen Stadtgrabens. Erst nach dessen Zuschüttung wurde der Buntentorsteinweg zum neu entstandenen Leibnizplatz verlängert.

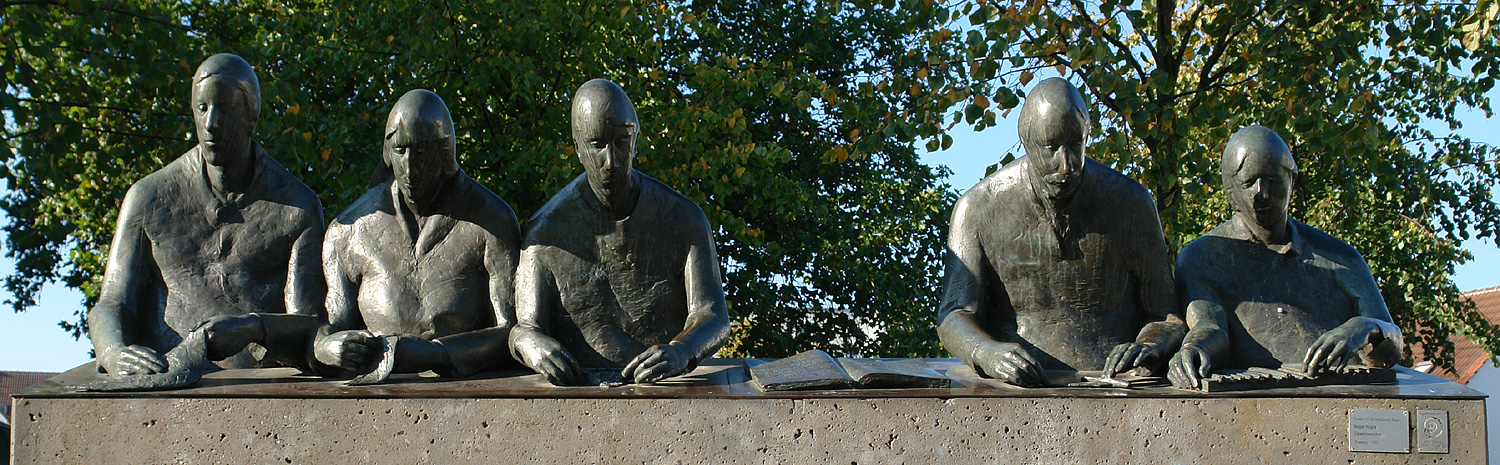
Zigarrenmacherdenkmal

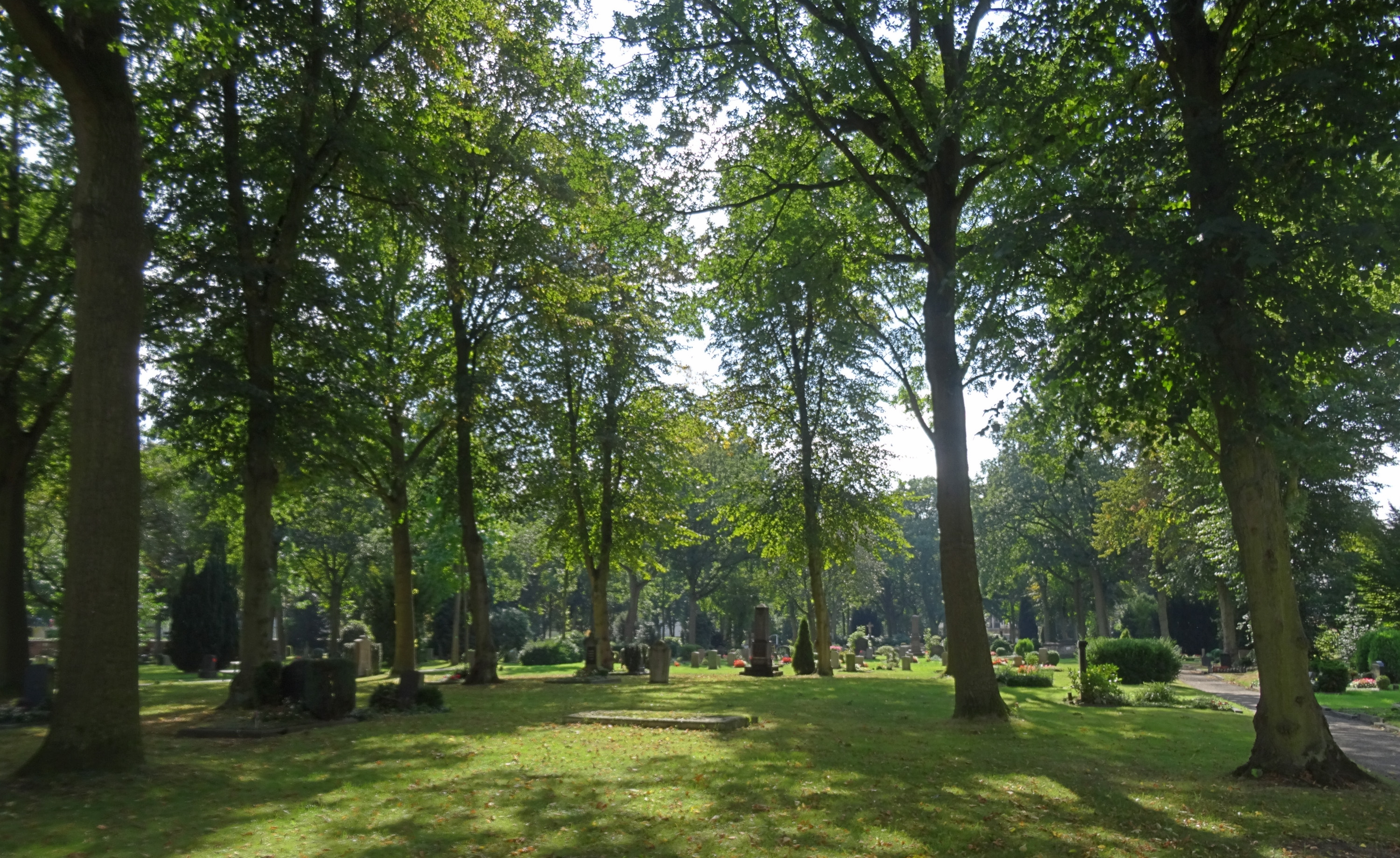
Buntentorsfriedhof

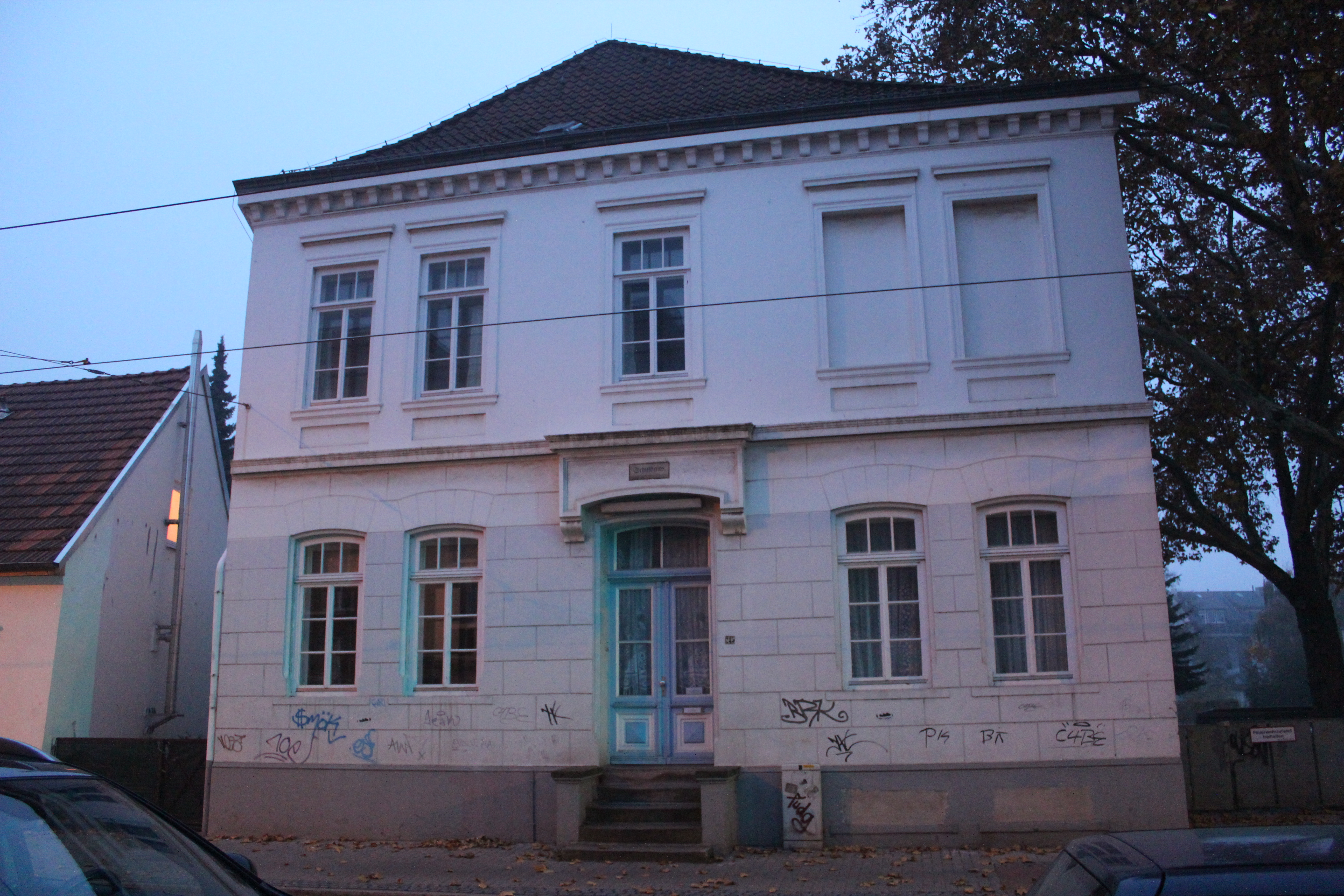
Nr. 245: Schule am Buntentorsteinweg

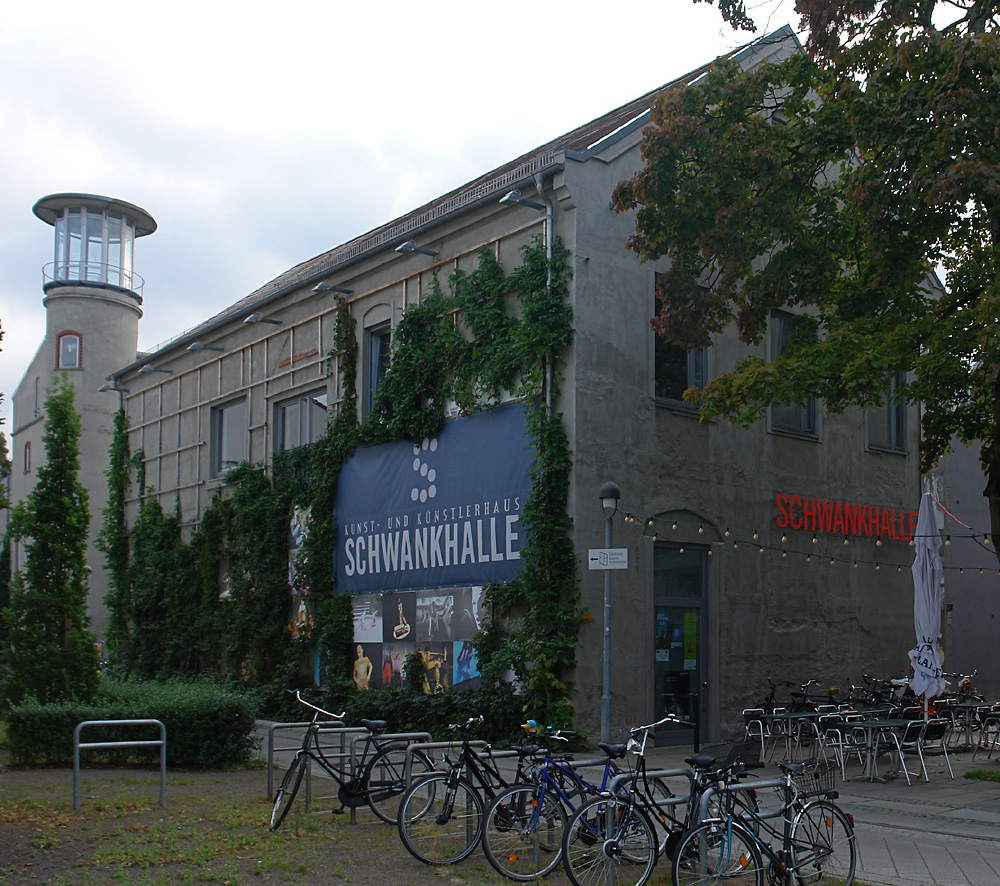
Schwankhalle

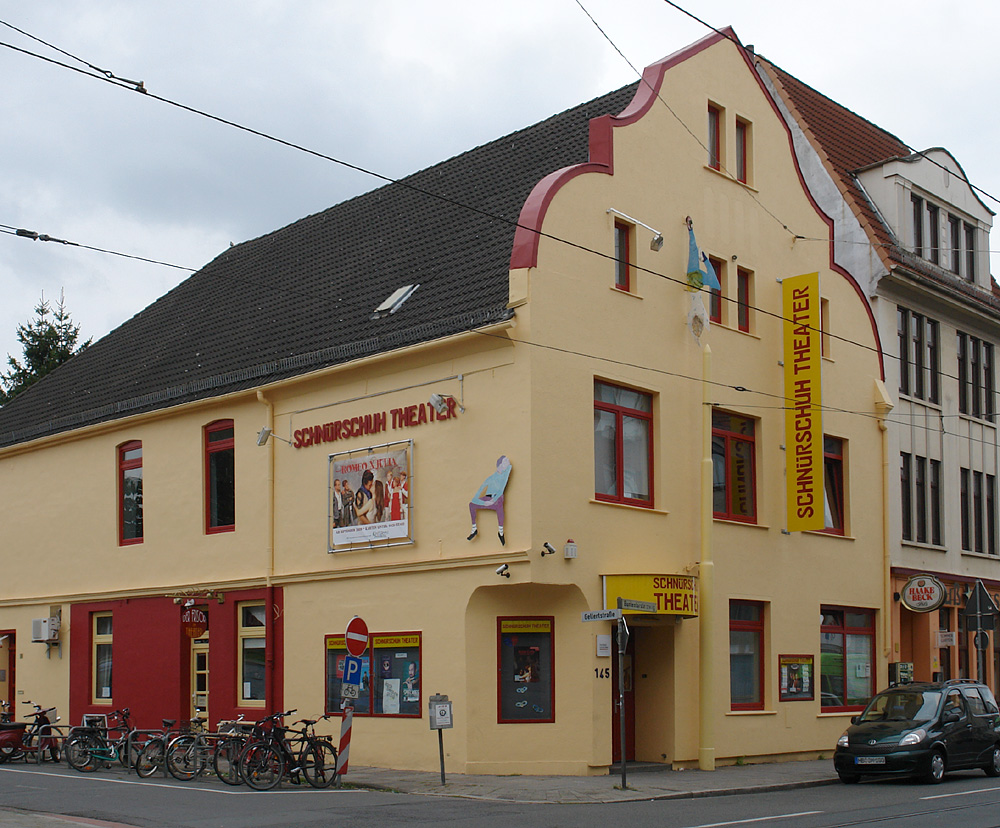
Schnürschuh Theater

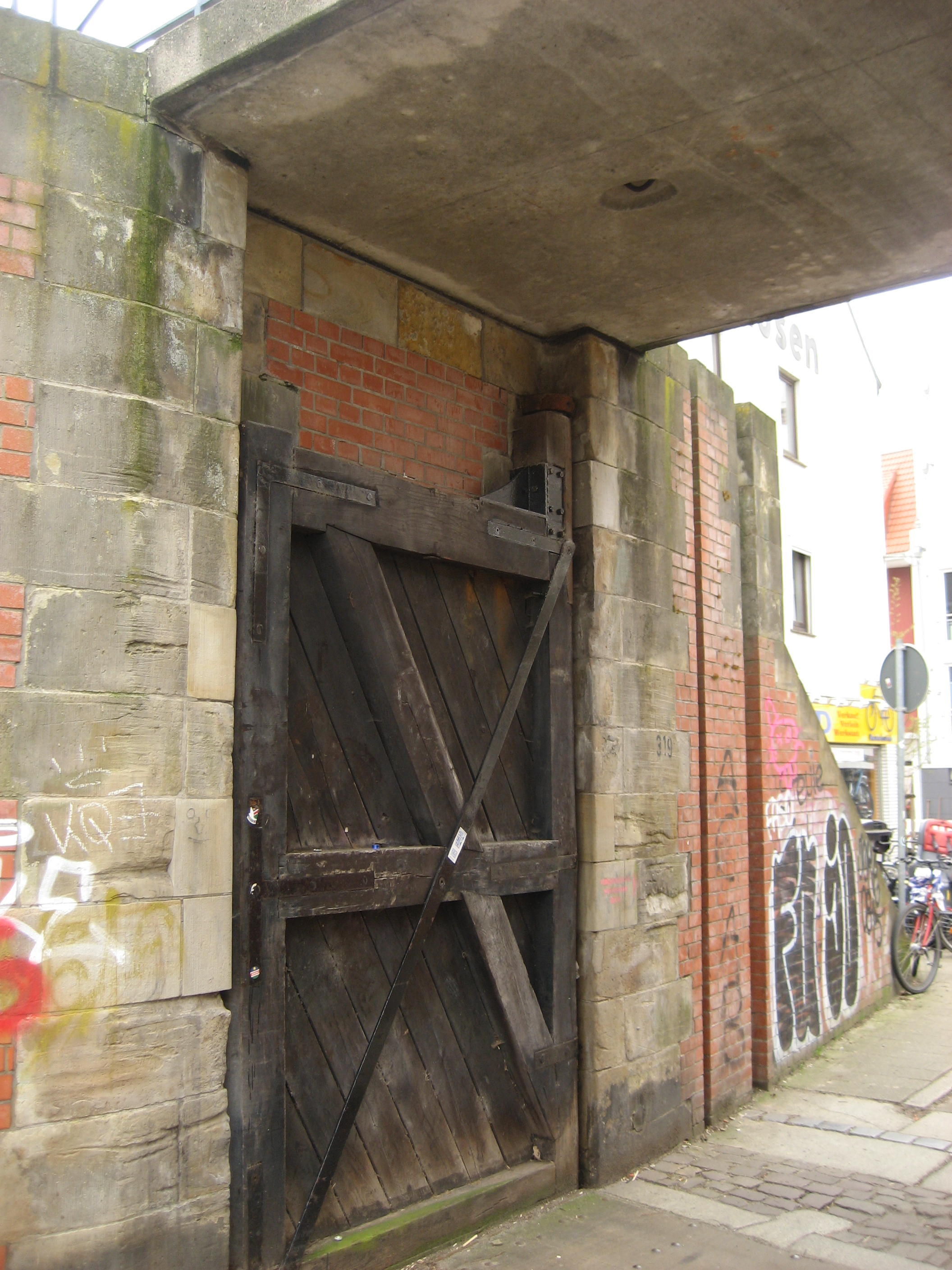
Buntentorsdeichschart

Zigarrenmacher: Am Buntentorsteinweg siedelten sich im 18. Jahrhundert Handwerksbetriebe an. Für die Arbeiter entstanden kleine Häuser. Hier wohnten im 19. Jahrhundert im Zigarrenarbeiterviertel viele Zigarrenmacher. Das Zigarrenmacherdenkmal von 1984 erinnert an die in diesem für Bremen wichtigen Berufszweig arbeitenden Bewohner. Die Bevölkerung der Straße stammte aus den einfachen Schichten. Heinrich Schmidt-Barrien zitiert einen alten plattdeutschen Volksreim zu diesem Stadtteil:
Mien Vadder is Zigarrenmaker,
mien Mudder kaut Tabak,
un wenn ji dat nich globen willt,
denn steck ick jo in’n Sack.
Erst ab 1980/90 wandeln sich die sozialen Strukturen deutlich.
Schule am Buntentorsteinweg: Hier fand der Schulunterricht ab 1807 in einem angekauften Haus statt. 1825 wurde ein erstes nicht erhaltene Schulgebäude errichtet und 1861 ein 6-klassiger Neubau nach Plänen von Alexander Schröder für 482 Schüler, der immer wieder erweitert werden musste. 1885 bestanden 19 Klassenraüme für über 1200 Schüler. Das erhaltene dreigeschossige Gebäude von 1909 entwarf Hugo Weber. Der Neubau kam 2007. Heute (2018) befindet sich hier eine Grundschule mit 296 Schülern.
1822 entstand der private Buntentorsfriedhof als Neustädter Beerdigungs-Anstalt, welche 1872 zum Friedhof umgestaltet und 1939/41 von Bremen übernommen wurde.

Noch bis 1882 fand vor dem Buntorsteinweg noch jährlich ein Lämmermarkt am Freitag vor Pfingsten statt.
1827 wurde durch ein Hochwasser in Bremen der Buntentorsteinweg und viele weitere Straßen in diesem Gebiet vollständig überflutet. 1845 gab es einen Deichbruch im Bereich der heutigen Bruchstraße, die deshalb 1848 so benannt wurde.
Nach 1870 zogen viele Bürger nach Bremen. Von 1871 bis 1890 wuchs die Bevölkerung in Bremen von 82.900 auf 125.684. Die Stadt musste neues Bauland ausweisen und die Neustadt am linken Weserufer gehörte zu den rasch wachsenden Stadtteilen in Bremen.

1876 wurde die Greifenapotkeke gebaut, einer der ältesten Apotheken von Bremen.

1882 entstand das Buntentorsdeichschart, welches 1994 erneuert wurde.
Der Straßenabschnitt östlich vom Kirchweg wurde verstärkt ab 1870 bis 1890 besiedelt durch oft einfache Reihenhaussiedlungen für Arbeiterfamilien. Bis nach dem Ersten Weltkrieg stand am Endes der Straße eine Mühle, beliebt bei den ärmeren Familien, die hier ihr Roggenmehl kauften.
Rotes Haus: 1924 erwarb die KPD in Bremen das Haus Nr. 95, das dann als ihre Zentrale für den Bezirk Nord-West als Rotes Haus bezeichnet wurde.
Am 1. März 1933, kurz nach der „Machtergreifung“ der Nationalsozialisten, wurde das Rote Haus Ziel eines massiven Polizeieinsatzes, die das Haus beschlagnahmten. Am 13. April 1933 marschierte die SA als paramilitärische Kampforganisation der NSDAP zu dem Haus und besetzte es. Polizeisenator Laue übertrug der SA das Haus und enteignete es im Mai 1933. Es wurde im April 1933 von der SA in Johann-Gossel-Haus umbenannt, nach einem 1931 getöteten SA-Mann. Hier war nun auch die Folterstätte für Antifaschisten. 1938, in der Reichspogromnacht, war das Haus Ausgangspunkt der Übergriffe und des Terrors der SA gegen die jüdische Bevölkerung in der Neustadt.
Im Zweiten Weltkrieg musste der Ortsteil Buntentor nur wenige Gebäudeverluste durch Bomben hinnehmen.
1953 entstand der Martinshof, heute die Hauptbetriebsstätte der Werkstatt Bremen, die um 2200 behinderte Menschen als Eigenbetrieb der Stadt beschäftigt.

Durch den Um- und Ausbau von Gebäuden der Remmerbrauerei, die nach 1945 lange Zeit Fuhrparkstelle war, erhielt die Neustadt 2002 den Veranstaltungsort Schwankhalle mit wechselnden Nutzergruppen.
Ein neues Verkehrskonzept sieht 2021 vor, dass der Kirchweg zwischen Buntentorsteinweg und Bruchstraße wieder zur Einbahnstraße wird.

### Verkehr
Ab 1876 führte eine Pferdebahn durch die Straße bis zum Kirchweg und ab 1884 weiter bis zum Arsterdamm, die um 1900 elektrifiziert wurde. Von 1914 bis 1967 fuhr hier die Linie 4 der Straßenbahn Bremen nach Horn, ab 1967 war es die Linie 1 zunächst nur bis Blockdiek und ab 1968 nach Osterholz, seit Mai 1998 ist es wieder die Linie 4 in Richtung Horn und darüber hinaus, seit 2014 bis Lilienthal-Falkenberg verlängert. In der anderen Richtung wurde 1973 die Endstelle Arsterdamm aufgegeben und die Strecke über die neu geschaffene Umsteigehaltestelle Huckelriede auf straßenunabhängigem Bahnkörper nach Arsten-West geführt, dort wurde sie im Dezember 1998 nochmals ein kurzes Stück bis Arsten-Süd verlängert, beide Endstellen werden meist nur als „Arsten“ bezeichnet.

## Gebäude und Anlagen
An der Straße befinden sich überwiegend zwei bis dreigeschossige und einige ein- sowie viergeschossige Gebäude, die zumeist Wohn- und Wohn-/Geschäftshäuser sind.
Baudenkmale und Plastiken
- Nr. 29: Dreigeschossiges historisierendes Geschäfts- und Kontorhaus der Hauptverwaltung der Zigarrenfabrik Biermann und Schörling von 1873 im Stil der Neorenaissance; heute im EG seit 2015 das gemeinnützige Kulturzentrum Kukoon[7]
- Nr. 65: Buntentorsfriedhof und Grabmale des Buntentorsfriedhof von 1822[8], früher die nicht-kirchliche Neustädter Beerdigungs-Anstalt
- Ecke Kirchweg: Denkmal für die Bremer Zigarrenmacher von 1984 vom Bildhauer Holger Voigts in Bronze modelliert.
- Friedenstreppe gestaltet 2007 von Joachim Fischer
- Nr. 245: 2-gesch. klassizistischer Schule am Buntentorsteinweg von 1861 nach Plänen von Alexander Schröder und Hugo Weber[9] mit 3-gesch. 8-klassigen Neubau an der Hardenbergstraße von 1909 und Turnhalle von 1890

Weitere erwähnenswerte Anlagen und Gebäude
- Westseite: Neustadtswallanlagen mit dem Zentaurenbrunnen von 1891, der hier seit 1958 steht.
- Nr. 25/27: 3-gesch. Wohn- und Geschäftshaus der ehem. Greifapotheke von 1876, heute Geschäftshaus Kulturzentrum Kukoon
- Nr. 84: 3-gesch. älteres (um 1910) Wohneckgebäude Sonnenhaus mit 4-gesch. prägender Eckausbildung durch Türmchen und 4-gesch. neueres (2017) Jugendwohnheim der Arbeiterwohlfahrt (AWO)[10]
- Nr. 94: Werkstatt Bremen mit dem Martinshof von 1953
- Nr. 95: 3-gesch. Bürohaus von um 1900: 1924 bis 1933 Rotes Haus der KPD; Johann-Gossel Haus der Nationalsozialisten von 1933
- Nr. 112–120: Die Schwankhalle in den Gebäuden der ehemaligen Brauerei von Wilhelm Remmer von 1903/04[11] mit der Städtischen Galerie Bremen und Altenwohnungen; Um- und Ergänzungsbauten von 2002 nach Plänen von Manfred Schomers
- Nr. 145: 2-gesch. barockisierendes Giebelhaus; Schnürschuh Theater von 1976 mit einem Zuschauerraum mit 99 Sitzplätzen
- Nr. 149: Die Kita Kinderhaus Arche von 1990 der St. Jakobi Gemeinde
- Nr. 171: 4-gesch. Wohn- und Geschäftshaus von 2016 nach Plänen von Hilmes und Lamprecht (Bremen) für LPB Immobilien; Anerkennung beim Bremer Wohnbaupreis 2018
- Nr. 245: 2/3-gesch. Grundschule für rund 250 Schüler
- Um Nr.: 268: Das Buntentorsdeichschart
- Am östlichen Ende: Der Huckelrieder Park